# ポンポン ポロロ
『ポンポン ポロロ』（原題：朝: 뽀롱뽀롱 뽀로로 ポロンポロン ポロロ、）Produced By Ocon Studios And Nelvana Co Ltd制作のCGアニメーションである。

## 概要
ペンギンの「ポロロ」を主人公とした、1話5分の短編アニメ。2002年、韓国と北朝鮮が合作することに合意し、2003年に放送されたシーズン1全52話の内22話は北朝鮮の三千里総会社で制作された。2003年に放送開始されて以来、韓国では「子供たちの大統領」と呼ばれるほどの人気を誇っている。現在シーズン7までが制作されている。シーズン2まではキャラクターみな服を着ていなかったが、シーズン3以降は服を着た姿で放送される。シーズン4は1話11分になった。劇場版も制作されている。

### 韓国での歴史
韓国では2003年に放送開始された。2011年2月下旬、韓国でポロロの記念切手が発売され、3月2日までに320万枚を売り上げた。
2011年6月、このアニメーションの制作に北朝鮮の三千里総会社が参加しているため、アメリカ合衆国では、北朝鮮の部品や技術が入っているとして、対北朝鮮制裁対象に含まれた。

### 日本での歴史
日本では、フジテレビ系列の子供向け番組『ポンキッキ』内で『ポンポン ポロロ』のタイトルで、2006年4月7日に日本語吹き替え版の放送が開始され、BSフジの『東京キッズクラブ2』内でも放送された。
『ポンキッキ』『東京キッズクラブ2』の放送終了後は、2007年4月 - 2008年9月にBSフジの『ガチャピンClub』内で放送されていた。その後、日本語版を制作したフジテレビKIDSが海外番組の放送版権を返上したため、フジテレビでの日本語版制作・放送はシーズン1のみで終了した。
以降、長らく日本語版が制作されない状態が続いたが、2015年9月5日よりディズニージュニアにおいて、日本語版制作元およびロゴ・声優陣を一新したシーズン3の放送が開始された。

## 登場キャラクター
声優は韓国版/日本語版（シーズン1）/日本語版（シーズン3）/劇場版DVD吹替え版で表記。

### ポロロと仲間たち
ポロロ(뽀로로; Pororo)
声：イ・ソン/渡辺久美子/諸星すみれ/長谷川玲奈/山之内すず/古俣麻弥/さとなかゆず
主人公であるペンギンの男の子。偶然発見して食べるために持ち帰った卵から生まれた恐竜のクロンと2人暮らし。泳ぎが得意であり、出発した島が見えなくなるくらい遠いところに泳いでいくことができる。また、スノーボードも得意であり、作中でよく滑っている。シーズン1第40話時点で5歳（ただし、公式では年齢が設定されていない）。好奇心旺盛な上いたずらが好きであり、ルーピーが作った花嫁と花婿の雪だるまの花婿の顔を自分の顔に作り変えたり、怪物にふんしてエディとルーピーの家に行って脅かすなどのいたずらをしたことがある。飛べない鳥なだけに彼の夢は空を飛ぶことであり、パイロット帽子とパイロット用ゴーグルを着用している。
クロン(크롱; Crong)
声：イ・ミジャ/金田朋子/生天目仁美/菊地桃子/青山ゆり華
緑色の赤ちゃん恐竜。出会った当初はポロロに怪物だと思われ、怖がられていたが、のちに親しくなる。「クロン」と鳴くため、そのように名づけられた。ポロロの家に同居しており、いつも喧嘩していることが多い。基本、「クロン」としか喋れないが、歌を歌ったり、友達の名前を呼んだりすることはできる。
ポビー(포비; Poby)
声:キム・ファンジン/上別府仁資/保村真/新井慶太
外見の通りおおらかで純朴な性格の白熊。釣りが得意。
エディ(에디; Eddy)
声：ハム・スジョン/松本梨香/高木礼子/駒形友梨/青山ゆり華
頭が良い発明家の狐。機関車、ロボット、ロケットなどのさまざまな装置を作ることができるが、騒動の原因になることが多い。音痴であり、また、かなづちでもある。切り株の形をした家に住んでおり、家の中には黒板や本棚があり、黒板には自分で開発したロボットの絵が描かれており、本棚には資料らしき本や「SUPER FOX」という名の漫画本がぎっしり並んでいる。
ルーピー(루피; Loopy)
声:ホン・ソヨン/高口幸子/長谷川明子/遠藤三貴/天海朱音
ビーバーの女の子。はずかしがりやで怖がりだが、親切な人物でもある。料理が得意で、お菓子をよく作る。その半面、運動は苦手である。
ペティ(패티; Petty)
声:チョン・ミスク/ - /かかずゆみ/平沢セリナ/大田敦子
ペンギンの少女。可憐な姿をしているが、周囲が予測できない行動を起こすこともある。ルーピーと反対に、運動は得意だが、料理は苦手である。
ハリー(해리; Harry)
声:キム・ソヨン/ - /愛河里花子/夏來サマー
歌うことが好きな、赤紫色のハミングバード。陽気ながらも騒々しい性格の持ち主。
ピピ&ポポ(삐삐와 뽀뽀; Pipi and Popo)
声:キム・ソヨン/ - /かかずゆみ（ピピ）、ハン・スジョン/ - /小平有希/ -
UFOのような姿をした異星人で、ポロロ達の島に住み着いている。二人一緒に行動することが多い。紫色の個体がピピで、青い個体がポポ。
ロディ(로디; Rody)
声：イ・ミジャ/ - /櫛田泰道/ -
エディが発明した黄色いロボット。摂食能力はないが、誰かがものを食べたり飲んだりするのを見ると、それを真似しようとして回路がショートして主題歌を歌いながら踊り、倒れる。
トントン(통통이; Tong Tong)
声：ク・ジャヒョン/ - /丹沢晃之/ -
魔法使い見習いのドラゴンで、シーズン3第8話からブレザーを着ている。
なお、トントン以外にもドラゴンは存在する。
ニャオ(야옹; Nyao)
声:ホン・ソヨン/ - /新垣里沙/ -
トントンと同居している猫のぬいぐるみ。
トゥトゥ(뚜뚜; Tu Tu)
声：チャン・ウンスク/ - / - / -
シーズン4で登場する。ある町から、竜巻でポロロの町へやって来た、赤い車。最初はトントンに悪い態度をとっていた。今は、ポロロとクロンの家の隣にあるエディが作った専用の家に住んでいる。シーズン5からはだんだん登場しなくなる。

### その他のキャラクター
サメ
声：キム・ファンジン
クジラ
魚
ドラゴン
声：キム・ファンジン
宇宙人
オットセイの子供
オットセイの母
柱時計
声：キム・ファンジン
雪男

### 劇場版 雪の妖精村大冒険 オリジナルキャラクター
アーティー
声:鮮于恩
雪の妖精。
マグマ巨人
声:仲台吉一
砦に住むマグマの巨人。
村長
声:柴田秀勝（友情出演）
舞台となる雪の妖精村の村長。

### 劇場版 レーシングアドベンチャー オリジナルキャラクター
トト／マンゴー
声:杉田智和
カメの配達員。
ホワイトタイガー
声：不明
ホワイトタイガーのスライド選手。
フーフー
声：志村貴博
ヒグマのスライド選手。
ドゥドゥ
声：SUSURU
バンガ
声：柴田秀勝

## サブタイトル

### ディズニージュニア放送分
1. ポポとピピ/あれもこれもめずらしい
2. ロディのたんじょうび/しあわせなロディ
3. ひこうきのおもちゃ/まほうつかいのドラゴン
4. ヒーローになりたい/まほうにかかったハリー
5. おおきなさかなをつかまえろ！/ふしぎなロボット
6. プリンセス ルーピー/おかしなサッカーゲーム
7. あぶないよ、エディ！/ペティのクッキー
8. ぶきようなまほうつかい/おてんきマシン

## スタッフ
日本語版（シーズン1）
- 日本語版制作：フジテレビ
- 制作：ポロンポロン ポロロ制作委員会

日本語版（シーズン3）
- 日本語版制作：株式会社tag

## 映像ソフト化およびグッズ展開
日本では日本語版のDVDが発売されているが、Blu-ray Discでの発売は無い。

### 雑誌展開
講談社『おともだちピンク』2016年1月号の付録「おんなのこDVD」で、シーズン3の本編が収録された。

### 書籍
- ポンポンポロロ そらをとびたい

訳：森清美和、出版：竹書房、発売日： 2007年4月20日
ISBN 978-4812430804

## 劇場版
2013年に中国と共同制作された劇場版『ポロロ、レーシングアドベンチャー』（正式なタイトルは『小さなペンギン、ポロロのレーシングアドベンチャー』）が、韓国は同年1月23日に、中国では同年同月25日に公開され、日本では2023年3月3日に公開された。その後、2023年1月21日に日本語吹替え版DVDが発売。吹替え版DVDにおける主人公ポロロの声はINCUBATION（インキュベーション）所属の山之内すずが務めた。尚、日本語版製作担当は、株式会社レイズと東洋レコーディング株式会社が担当した。
劇場版第2作として『ポロロ劇場版　雪の妖精村大冒険』（英題：Pororo, the Snow Fairy Village Adventure）が制作され、韓国では2014年12月11日に、日本では2016年12月30日に公開された。その後、2019年11月25日に日本語吹替え版DVDが発売。吹替え版DVDにおける主人公ポロロの声は同年5月にNGT48を卒業し6月より声優活動を開始した長谷川玲奈が務めた。長谷川と共演する声優と日本語版オリジナル主題歌シンガーはオーディションに基づき決定され、日本語版オリジナル主題歌はKAORI（山本かおり）の「明日はきっと」に決定した。